# The Promise (Il Divo)
| Recensione | Giudizio |
| ---------- | -------- |
| AllMusic   |          |

The Promise è un album del gruppo musicale inglese Il Divo, pubblicato nel 2008.
L'album raggiunge la prima posizione nella Official Albums Chart, nei Paesi Bassi, Svezia, Norvegia, Spagna e Portogallo, la seconda in Canada ed Irlanda, la quinta in Australia, Finlandia, Billboard 200 e Messico, la sesta in Svizzera e la settima in Nuova Zelanda.

## Tracce
1. La fuerza mayor (The Power of Love) – 5:01 (Holly Johnson, Peter Gill)
2. La Promessa – 4:28 (Jörgen Elofsson, Jorgen Kjell, Francesco Galtieri)
3. Adagio – 4:37 (Tomaso Albinoni) – originariamente interpretata da Lara Fabian
4. Hallelujah – 3:21 (Leonard Cohen)
5. L'Alba del Mondo (Deborah's Theme - I Knew I Loved You) – 4:47 (Ennio Morricone)
6. Enamorado – 3:15 (Andreas Romdhane y Josef Larossi, Armando Manzanero, John Reid)
7. Angelina – 4:32 (Alcarez Gómez, Gordeno, Andreas Romdhane y Josef Larossi)
8. Va todo al ganador (The Winner Takes It All) – 3:48 (Benny Andersson, Björn Ulvaeus)
9. La Luna – 3:51 (Hawid, Marinangeli, Andreas Romdhane y Josef Larossi)
10. She – 2:51 (Charles Aznavour, Herbert Kretzmer) – originariamente interpretata da Elvis Costello
11. Amazing Grace – 4:30 (John Newton) – originariamente interpretata da Judy Collins
12. Por ti vuelvo a nacer (With You I'm Born Again - Bonus track available exclusively to Barnes & Noble customers) – 3:39 (Carol Connors, David Condado)
13. Se que puedo volar (I Believe I Can Fly - Bonus track) – 5:14 (R. Kelly)

## Formazione
- Sébastien Izambard - tenore
- David Miller -  tenore
- Urs Bühler - tenore
- Carlos Marín - baritono